# ألان كافيليا
ألان كافيليا (بالفرنسية: Alain Caveglia) (28 مارس 1968 في ليون) لاعب كرة قدم فرنسي معتزل كان يجيد اللعب في مركز المهاجم .

## المسيرة الرياضية
لعب للعديد من الأندية الفرنسية في مسيرته الرياضية وهي غويونيون، سوشو ، لوهافر ، ليون ، ونانت . ومع الأخير لعب فقط 6 أشهر وساهم في الفوز ببطولته الوحيدة وهي كأس فرنسا سنة 2000 . ثم عاد إلى نادي لوهافر وساهم في صعود الفريق من الدرجة الثانية إلى الدرجة الأولى ثم قرر الاعتزال نهائيا في سنة 2002 .
عندما كان كافيليا في نادي ليون فإنه كان معشوق مشجعي النادي وأطلقوا عليه لقب كافيغول بسبب غزارة الأهداف التي كانت يسجلها حيث سجل 47 هدف في 3 مواسم ونصف . في سنة 1993 اعتبر الصحفي الفرنسي الشهير بيير كارفيلي الذي ينتمي لصحيفة ليكيب الفرنسية بأن منتخب فرنسا في حاجة إلى مهارات وقدرات كافيليا .

## روابط خارجية
- ألان كافيليا على موقع رابطة كرة القدم الفرنسية للمحترفين (الإنجليزية)
- ألان كافيليا على موقع قاعدة بيانات كرة القدم.إي يو (الإنجليزية)
- ألان كافيليا على موقع ليكيب (الفرنسية)